# 米拉加亚 (波尔图)
米拉加亚是葡萄牙波尔图区的一个堂区。总面积0.49平方公里，总人口2810人，人口密度5734.7人/平方公里。